# Leytonstone
Pour la station de métro, voir Leytonstone (métro de Londres).
Leytonstone est un quartier du nord-est de Londres qui fait partie du Borough londonien de Waltham Forest.
Leytonstone est entouré par Walthamstow au nord-ouest, Wanstead au nord, Leyton au sud, et Forest Gate à l'est.
Leytonstone (comme Leyton) est resté rural jusqu'au milieu du XIXe siècle

## Personnalités liées à ce quartier
Sont nés dans ce quartier :
- Alfred Hitchcock, (1899-1980), réalisateur

- David Bailey, (1938-), photographe

- Steve Harris, (1956-), bassiste du groupe Iron Maiden

- Damon Albarn, (1968-), musicien

- David Beckham, (1975-), footballeur

- Harris Dickinson, (1996-), acteur

## Religion
Le temple hindou Shri Nathji Mandir, un des deux qui sont désignés par l'appellation Shree Sanatan Hindou Mandir, y a été inauguré en 1980.